# 미나미소마야마촌
미나미소마야마촌(南杣山村)은 후쿠이현 난조군에 있던 촌이다. 합병후 미나미에치젠정의 북부, 호쿠리쿠본선 유노오역과 난조역 사이에 동서로 길게 펼쳐진 지역이다.

## 역사
- 1889년 4월 1일 - 정촌제 시행에 의해 난조군 미나미소마야마촌이 성립하였다.
- 1954년 1월 1일 - 미나미히노촌, 기타소마야마촌과 합병해 난조정이 성립하였다.

## 교통

### 철도
구 촌지역에 일본국유철도 호쿠리쿠 본선이 통과하지만, 역은 소재하지 않음

### 도로
- 호쿠리쿠도 국도 제365호선

## 참고문헌
- 角川日本地名大辞典 18 福井県